# Moviment de la Resistència Jueva
El Moviment de la Resistència Jueva (en hebreu: תנועת המרי העברי, Tnuat HaMeri HaIvri), també anomenat Moviment de la Resistència Unida (MRU), va ser un grup de militants jueus pertanyents a diferents moviments clandestins durant el Mandat Britànic de Palestina. El grup va existir entre els anys 1945 i 1946, i coordinava els atacs contra l'Exèrcit britànic.
El grup va ser fundat després de la Segona Guerra Mundial, els seus membres estaven decebuts per les polítiques britàniques cap al moviment. El Moviment Sionista tenia grans esperances en la nova administració del partit laborista en el Regne Unit, un govern que havia estat triat immediatament després de la Segona Guerra Mundial. Alguns membres del partit laborista havien promès als activistes sionistes, que en cas de ser escollits, recolzarien la creació d'un Estat Jueu en el Mandat Britànic de Palestina. No obstant això, malgrat el seu ascens al poder, no van canviar la política discriminatòria britànica cap als jueus en el Mandat i van continuar respectant els edictes presentats en el Llibre Blanc de 1939.
- L'experiència de la guerra - Els desastrosos esdeveniments soferts pel poble jueu en l'Holocaust va fer que les disputes entre els diversos moviments semblessin mesquines, empenyent doncs a les faccions a unir-se en la lluita. Això també va endurir als jueus i va fer que estiguesin més disposats a recórrer a la violència.
- L'avantatge de la unitat - Els dirigents de la resistència van entendre que la cooperació entre totes les diferents faccions tindria un impacte més potent en el Regne Unit i en l'opinió internacional.

Es van iniciar les negociacions per a la formació del moviment a l'agost de 1945, a instàncies dels dirigents del Haganà; Moshe Sneh i Israel Galili. A finals d'octubre del mateix any es va signar l'acord formant el "Moviment de la Resistència Jueva". Els dirigents del nou moviment van incloure quatre representants: 2 del Haganà (Sneh i Galili), un representant del Irgun (Menahem Beguín) i un representant del Lehi (Nathan Yellin Mor).
Amb la finalitat de coordinar les activitats dels grups civils, una comissió coneguda com a "Comitè X" va ser formada per sis membres, representants de les diferents forces polítiques concurrents, incloent a Leví Eixkol. Les operacions conjuntes, que van aprovar els plans operacionals, estava formada pels següents membres Yitzhak Sadeh (del Haganà), Eitan Livni (del Irgun) i Yakov Eliav (del Lehi).
Durant l'existència del moviment, 11 grans operacions es van dur a terme, 8 d'elles realitzades pel Palmah i el Haganà, i tres pel Irgun i el Lehi, així com gran quantitat d'operacions menors. Les més notables d'aquestes operacions van ser l'alliberament de 200 membres de la Aliyyà Bet del campament de detenció de Atlit, els sabotatges en les vies fèrries i en les estacions de tren durant la nit dels trens, atacs contra les estacions de la policia britànica, la destrucció de 11 ponts en tot el país durant la nit dels ponts i l'atemptat de l'Hotel King David a Jerusalem.
En l'agost de 1946, degut a l'Operació Àgata i a l'atemptat contra l'Hotel King David, Chaim Weizmann, president de l'Organització Sionista Mundial, va fer una crida al moviment per a posar fi a totes les seves activitats fins que una decisió fos anunciada per part de l'Agència Jueva.
L'Agència Jueva va acceptar la recomanació de Chaim Weizmann de posar fi a les activitats, una decisió que va ser acceptada a contracor pel Haganà, però no pel Irgun i el Lehi. El Moviment de la Resistència Jueva va ser desmantellat i cadascun dels grups fundadors va continuar funcionant d'acord amb la seva pròpia agenda política.